# Communist Party of India
Die Communist Party of India (CPI) (Hindi भारतीय कम्युनिस्ट पार्टी Bhāratīya Kamyunisṭ Pārṭī, bengalisch ভারতের কমিউনিস্ট পার্টি) ist eine kommunistische Partei in Indien. Sie wurde laut Eigendarstellung 1925 gegründet. 1964 spaltete sich die Partei über die Haltung zum Indisch-Chinesischen Grenzkrieg von 1962. Ein großer Teil der Partei formierte sich zur Communist Party of India (Marxist).

## Gründung und Entwicklung zur Zeit der britischen Kolonialherrschaft
Die heutige CPI datiert ihre Gründung auf den 25. Dezember 1925. In der historischen Forschung wird jedoch mehrheitlich die Auffassung vertreten, dass die CPI bereits kurz nach dem II. Weltkongress der Kommunistischen Internationale 1920 in Taschkent unter der Führung von Manabendra Nath Roy gegründet wurde, welche bis zur Spaltung von 1964 Bestand hatte. Im damaligen Britisch-Indien bildeten sich in den 1920er Jahren erste lokale Parteigruppen in Bombay, Madras, Punjab und dem Sindh. Diese Gruppen hielten engen Kontakt mit antikolonialistischen Organisationen, die im teilweise bewaffneten Unabhängigkeitskampf gegen die britischen Kolonialherren engagiert waren. Die britischen Kolonialbehörden bekämpften die Kommunisten mittels juristischer Repression. Es fanden drei Hochverratsprozesse gegen die im Ausland befindliche Parteiführung um M.N.Roy und R.C.Sharma statt. Dabei kam auch die Finanzierung der CPI durch die Sowjetunion zur Sprache. 1925 kam es zu einer Parteikonferenz in Kanpur, bei welcher sich verschiedene linke Gruppen als indische Sektion der Komintern endgültig zur Kommunistischen Partei Indiens zusammenschlossen. In der Zeit von 1926 bis 1929 kooperierte die CPI mit der Arbeiter- und Bauernpartei, welche zu dieser Zeit innerhalb des Indischen Nationalkongresses (INC) agierte. Im Juli 1929 ordnete das Zehnte Plenum der Komintern den Austritt der CPI aus der Arbeiter- und Bauernpartei an, da diese von „kleinbürgerlichen Intellektuellen“ dominiert sei. Die CPI vollzog eine scharfe Linkswende in ihrer Politik und bekämpfte den INC als „bürgerlich-nationalistisch“. Erst mit der Volksfrontpolitik der Komintern 1934 kam es zu einer taktischen Wiederannäherung. Die CPI unterstützte nach dem Angriff Nazi-Deutschlands auf die Sowjetunion 1941 die Kriegsanstrengungen der Alliierten im Zweiten Weltkrieg, also auch die der Kolonialmacht Großbritannien, um der Sowjetunion beizustehen. Die CPI sprach sich gegen defätistische Streiks und Sabotage aus und wurde deswegen 1942 legalisiert. Sie sprach sich auch vehement gegen die Quit-India-Bewegung aus, die Mahatma Gandhi und die Kongresspartei im August 1942 initiiert hatten.

## Nach der Unabhängigkeit
Nach der indischen Unabhängigkeit 1947 kam es zu heftigen Kurswechseln in der Partei zwischen einem militärischen Kampf gegen verschiedene lokale Fürstentümer innerhalb der Indischen Union, welche sich gegen eine Abgabe ihrer Macht an die neue Zentralregierung zur Wehr setzten, und einem gemäßigten „Programm der demokratischen Revolution“. Die CPI unterstützte den Kampf der Bauern für eine Landreform. Der Chinesisch-Indische Grenzkrieg 1962 führte zu einer einschneidenden Parteispaltung. Die Mehrheit der Parteiführung und der Mitgliedschaft unterstützte die chinesische Position und trat für Wehrdienstverweigerung und Sabotage der indischen Kriegsanstrengungen ein. Diese Mehrheitsströmung formierte sich dann 1964 zur Kommunistischen Partei Indiens (Marxist), während der moskautreue Flügel die formalen Parteigremien weiterhin unter Kontrolle behielt. Die CPI verlor durch diese Spaltung einen Großteil ihrer Mitglieder und ihres politischen Einflusses. Bei der letzten nationalen Wahl im Jahr 2014 errang die Partei lediglich einen der 543 Parlamentssitze.